# Iowa Energy 2016-2017
La stagione 2016-17 degli Iowa Energy fu la 10ª nella NBA D-League per la franchigia.
Gli Iowa Energy arrivarono sesti nella Southwest Division con un record di 12-38, non qualificandosi per i play-off.

## Roster
| N° | Naz.                   | Ruolo | Sportivo         | Anno | Alt. | Peso |
| -- | ---------------------- | ----- | ---------------- | ---- | ---- | ---- |
| 4  | Stati Uniti (bandiera) | G     | Evrik Gary       | 1991 | 191  | 82   |
| 4  | Stati Uniti (bandiera) | G     | DeAndre Mathieu  | 1992 | 175  | 75   |
| 5  | Stati Uniti (bandiera) | GA    | Matt Gatens      | 1989 | 196  | 96   |
| 6  | Stati Uniti (bandiera) | G     | Terry Whisnant   | 1992 | 191  | 84   |
| 7  | Stati Uniti (bandiera) | GA    | Wayne Selden     | 1994 | 193  | 105  |
| 8  | Stati Uniti (bandiera) | G     | Wade Baldwin     | 1996 | 193  | 92   |
| 9  | Stati Uniti (bandiera) | G     | Kalin Lucas      | 1989 | 185  | 88   |
| 9  | Stati Uniti (bandiera) | G     | Wes Washpun      | 1993 | 185  | 79   |
| 10 | Stati Uniti (bandiera) | G     | Chris Crawofrd   | 1992 | 193  | 100  |
| 10 | Stati Uniti (bandiera) | G     | Mardracus Wade   | 1991 | 188  | 81   |
| 11 | Stati Uniti (bandiera) | GA    | Quinton Chievous | 1992 | 198  | 102  |
| 12 | Stati Uniti (bandiera) | GA    | Kellen Dunham    | 1993 | 193  | 93   |
| 14 | Stati Uniti (bandiera) | A     | JaKarr Sampson   | 1993 | 206  | 94   |
| 15 | Stati Uniti (bandiera) | A     | Troy Williams    | 1994 | 201  | 95   |
| 17 | Stati Uniti (bandiera) | A     | Ramon Harris     | 1988 | 201  | 100  |
| 18 | Stati Uniti (bandiera) | A     | Perry Jones      | 1991 | 211  | 107  |
| 20 | Stati Uniti (bandiera) | GA    | Cartier Martin   | 1984 | 201  | 100  |
| 21 | Stati Uniti (bandiera) | A     | Jarell Martin    | 1994 | 206  | 108  |
| 24 | Stati Uniti (bandiera) | A     | Matt Costello    | 1993 | 206  | 111  |
| 32 | Stati Uniti (bandiera) | A     | DeAngelo Riley   | 1988 | 206  | 107  |
| 33 | Stati Uniti (bandiera) | A     | Deyonta Davis    | 1996 | 206  | 108  |
| 34 | Stati Uniti (bandiera) | C     | Amir Williams    | 1992 | 211  | 113  |

## Staff tecnico
- Allenatore: Matt Woodley
- Vice-allenatori: Joe Boylan, Germán Gabriel
- Preparatore atletico: Keith Walton